# コアイチャウ県
コアイチャウ県（コアイチャウけん、ベトナム語：Huyện Khoái Châu / 縣快州?）は、ベトナム社会主義共和国フンイエン省の県である。面積は130.98 km²、人口は184,802人（2015年）である。